# Distrito de Mansfelder Land
El Distrito de Mansfelder Land (del alemán: Landkreis Mansfelder Land) está ubicado al sur del estado federado alemán de Sajonia-Anhalt. Los territorios vecinos al norte son el distrito de Aschersleben-Staßfurt y el distrito de Bernburg, al este limita con Saal, al sur tiene frontera con los distritos de Merseburgo-Querfurt y Sangerhausen y al oeste con el distrito de Quedlinburg. La capital del distrito es la ciudad de Lutherstadt Eisleben.

## Geografía
El distrito de Mansfelder Land se encuentra al este de la región de Harz. Ocupa gran parte de la región histórica del Mansfeld.

## División administrativa
(censo del 30 de junio de 2005)
Municipio/Ciudades
1. Mansfeld Ciudad

| - 1. Verwaltungsgemeinschaft Gerbstedt 1. Augsdorf (612) 2. Burgsdorf (214) 3. Freist (383) 4. Friedeburg (Saale) (530) 5. Friedeburgerhütte (268) 6. Gerbstedt, Stadt * (3.096) 7. Heiligenthal (829) 8. Hübitz (375) 9. Ihlewitz (352) 10. Klostermansfeld (2.772) 11. Rottelsdorf (339) 12. Siersleben (1.585) 13. Welfesholz (221) 14. Zabenstedt (248) - 2. Verwaltungsgemeinschaft Hettstedt 1. Hettstedt, Stadt * (15.855) 2. Ritterode (343) 3. Walbeck (953) | - 3. Verwaltungsgemeinschaft Lutherstadt Eisleben 1. Bischofrode (731) 2. Hedersleben (1.003) 3. Lutherstadt Eisleben * (24.552) 4. Osterhausen (1.072) 5. Schmalzerode (288) - 4. Verwaltungsgemeinschaft Mansfelder Grund-Helbra 1. Ahlsdorf (1.905) 2. Benndorf (2.501) 3. Bornstedt (957) 4. Helbra * (4.683) 5. Hergisdorf (1.849) 6. Wimmelburg (1.377) - 5. Verwaltungsgemeinschaft Seegebiet Mansfelder Land 1. Amsdorf (536) 2. Aseleben (550) 3. Dederstedt (461) 4. Erdeborn (1.095) 5. Hornburg (372) 6. Lüttchendorf (649) 7. Neehausen (279) 8. Röblingen am See * (3.132) 9. Seeburg (614) 10. Stedten (1.088) 11. Wansleben am See (1.816) | - 6. Verwaltungsgemeinschaft Wipper-Eine 1. Abberode (386) 2. Alterode (515) 3. Arnstedt (601) 4. Braunschwende (609) 5. Bräunrode (503) 6. Friesdorf (365) 7. Greifenhagen (277) 8. Harkerode (338) 9. Hermerode (128) 10. Molmerswende (259) 11. Quenstedt * (871) 12. Ritzgerode (90) 13. Sandersleben, Ciudad (2042) 14. Stangerode (376) 15. Sylda (525) 16. Ulzigerode (186) 17. Welbsleben (760) 18. Wiederstedt (1.129) 19. Wippra (1.612) |